# 15093 Lestermackey
15093 Lestermackey este un asteroid din centura principală de asteroizi.

## Descriere
15093 Lestermackey este un asteroid din centura principală de asteroizi. A fost descoperit pe 4 octombrie 1999 la Socorro, New Mexico, în cadrul proiectului LINEAR. Asteroidul prezintă o orbită caracterizată de o semiaxă mare de 2,33 ua, o excentricitate de 0,16 și o înclinație de 3,3° în raport cu ecliptica.